# Walka
La Walka (litt. Lutte) était un journal publié en polonais publié depuis Tel Aviv par le Parti communiste d'Israël entre 1958 et 1965. Son rédacteur en chef était Adolf Berman. Alors que les autres hebdomadaires du Parti communiste subissaient un déclin graduel de leur lectorat après 1956, la Walka voyait le sien croître modérément en raison de la vague d'immigration en provenance de Pologne en 1961. Sa diffusion hebdomadaire était de 929 exemplaires en avril 1961, de 1058 en mai 1961, de 986 en août 1961, 1095 en juin 1962, de 1114 en décembre 1962, 1149 en juin 1963 et 1116 en décembre 1963.
Lorsque le Parti communiste (Maki) se divisa en 1965, les rédacteurs de la Walka rejoignirent Meir Vilner et son nouveau parti, le Rakah. Le journal cessa d'être publié la même année.